# Condé-sur-Suippe

Condé-sur-Suippe este o comună în departamentul Aisne din nordul Franței. În 1 ianuarie 2022 avea o populație de 343 de locuitori.